# Thecla coreana
Thecla coreana är en fjärilsart som beskrevs av Nire 1919. Thecla coreana ingår i släktet Thecla och familjen juvelvingar. Inga underarter finns listade i Catalogue of Life.